# Eduard Haas
Eduard Haas III, född 1897, död 1989, var en österrikisk affärsman. Han utvecklade minthalstabletterna Pez 1927.

## Biografi
Haas föddes i Leonding nära Linz i Österrike-Ungern i en rik familj. Hans farfar var läkare och hans far Eduard Haas II ägde en blomstrande livsmedelsbutik. Som tonåring patenterade Haas ett lätt bakpulver för Gugelhupf-kakor, som han utvecklat utifrån ett recept som hans farfar lämnade efter sig. De små "Hasin"-pulver-påsarna fanns snart till försäljning över hela Österrike-Ungern.
På 1920-talet började Haas köpa pepparmyntolja från ett apotek och med användning av de skapade han 1927 de små platta mint-tabletterna som bär varumärket Pez (namnet är en förkortning av Pfefferminz, det tyska ordet för pepparmint). Pez ökade gradvis i popularitet som ett alternativ för dem som vill sluta röka. Men Haas beslutade att bredda användningsområdet för Pez. Efter andra världskriget utvecklade Haas och hans kolleger små godisautomater som var formade som cigarettändare. Dessa lanserades 1947.
Haas flyttade sitt huvudkontor till New York 1952 och utvecklade där ett nytt marknadsföringsupplägg inriktat mot barn. Den nya varianten av Pez hade ett antal olika automater med populära figurer som "flaps" och tabletterna hade olika färger. Dessa godisautomater är idag (2012) populära samlarobjekt.